# Bathymophila asphala
Bathymophila asphala är en snäckart som beskrevs av B.A. Marshall 1999. Bathymophila asphala ingår i släktet Bathymophila och familjen pärlemorsnäckor. Inga underarter finns listade i Catalogue of Life.